# Epicoronimyia mundelli
Epicoronimyia mundelli är en tvåvingeart som först beskrevs av Blanchard 1935.  Epicoronimyia mundelli ingår i släktet Epicoronimyia och familjen parasitflugor. Inga underarter finns listade i Catalogue of Life.